# Thoralf Schollmeyer
Thoralf Schollmeyer (* 12. März 1962 in Jena; † 15. März 2014 in Gettorf) war ein deutscher Gynäkologe und Geburtshelfer.

## Leben und Wirken
Thoralf Schollmeyer wurde 1962 als Sohn des Gynäkologen Manfred Schollmeyer und dessen Ehefrau Sieglinde  in Jena geboren. Er besuchte die Grundschule in Jena und Oschatz und die Erweiterte Oberschule in Oschatz, an der er 1980 das Abitur ablegte. Nach dem Wehrdienst studierte Thoralf Schollmeyer an der Friedrich-Schiller-Universität Jena von 1983 bis 1989 Medizin und begann 1989 seine Ausbildung zum Facharzt am Kreiskrankenhaus Oschatz, die er ab 1992 an der Frauenklinik der Christian-Albrechts-Universität zu Kiel fortsetzte. Dort wurde er 1996 promoviert. Nach Gastaufenthalten an der University of Tennessee at Chattanooga und der Georgia State University in Atlanta schloss er 2000 seine Facharztausbildung ab. Ein Jahr später wurde Schollmeyer Oberarzt der Klinik und 2007 Leiter der von Kurt Semm und Liselotte Mettler gegründeten Kieler Schule für gynäkologische Endoskopie. 2008 erwarb er die höchste personengebundene Qualifikation der Arbeitsgemeinschaft für Gynäkologische Endoskopie (AGE) (MIC III) der Deutschen Gesellschaft für Gynäkologie und Geburtshilfe, wurde 2009 zum Leitenden Oberarzt der Kieler Universitätsfrauenklinik ernannt, habilitierte sich 2013 und wurde 2014 Privatdozent.
Thoralf Schollmeyer war überwiegend auf dem Gebiet der minimalinvasiven Chirurgie tätig, interessierte sich jedoch auch für Medizingeschichte. Zudem war er Mitglied der Konsensusgruppe „Myomembolisation“.
Am 15. März 2014 verstarb Thoralf Schollmeyer im Alter von 52 Jahren. Er hinterließ eine Frau und zwei Söhne.

## Ehrungen
- Hans-Frangenheim-Preis der AGE (2008)[4]
- Michaelis-Pfannenstiel-Preis der Kieler Michaelis-Pfannenstiel-Stiftung (2013)[5]
- Präsident und Ehrenmitglied der Arbeitsgemeinschaft Gynäkologische Endoskopie der Deutschen Gesellschaft für Gynäkologie und Geburtshilfe (2013)[6]

## Schriften (Auswahl)
- Fetales Wachstum im Ultraschall: ein linearer Prozess? Dissertation, Christian-Albrechts-Universität zu Kiel 1996.
- Minimal-invasive Therapie benigner Erkrankungen der Frau. Habilitationsschrift, Christian-Albrechts-Universität zu Kiel 2013.
- zusammen mit Manfred Schollmeyer: Georg Kelling und die sächsischen Wurzeln der Laparoskopie: 100 Jahre Laparoskopie (1901–2001). Verein Oschatzer Frauenärzte, 2001.
- zusammen mit Kurt Semm: Historischer Überblick in Endoskopische Abdominalchirurgie in der Gynäkologie, Schattauer Verlag, 2002, ISBN 3-7945-1965-5.
- zusammen mit Walter Jonat, Christian Andree: Universitäts-Frauenklinik Kiel und Michaelis-Hebammenschule 1805–2005: Eine medizinhistorische Studie zum 200-jährigen Bestehen. Georg Thieme Verlag, 2005, ISBN 3-13-142031-6 (Volltext in der Google-Buchsuche).
- zusammen mit Liselotte Mettler, Dawn R. Ibrahim Alkatout: Practical Manual for Laparoscopic ans Hysteroscopic Gynecological Surgery. JP Medical Ltd., 2013, ISBN 93-5090-283-4.
- zusammen mit Mohamed Elessawy, Ibrahim Alkatout: Uterus myomatosus. In: Alexander Strauss, Walter Jonat, Klaus Diedrich (Hrsg.): Behandlungspfade in Gynäkologie und Geburtshilfe. Springer Verlag, 2013, ISBN 3-642-21300-6, S. 197–201.
- zusammen mit Mohamed Elessawy, Ibrahim Alkatout: Endometriose. In: Alexander Strauss, Walter Jonat, Klaus Diedrich (Hrsg.): Behandlungspfade in Gynäkologie und Geburtshilfe. Springer Verlag, 2013, ISBN 3-642-21300-6, S. 203–208.